# 白馬駅 (京畿道)
白馬駅（ペンマえき）は、大韓民国京畿道高陽市一山東区馬頭洞にある韓国鉄道公社（KORAIL）の駅である。
乗り入れている路線は、線路名称上は京義線であるが、当駅には広域電鉄の京義・中央線と西海線電車のみが停車する。京義・中央線の駅番号はK324、西海線の駅番号はS09。

## 駅構造
島式ホーム2面4線の地上駅。
出入口は1番（駅西側）と2番（駅東側）の2ヶ所ある。

### のりば
| 1・2 | ●京義・中央線 | 大谷・デジタルメディアシティ・ソウル・龍山・清凉里・龍門方面 |
| 1・2 | ●西海線       | 陵谷・金浦空港・素砂・始興市庁・草芝・元時方面               |
| 3・4 | ●京義・中央線 | 一山・文山方面                                               |
| 3・4 | ●西海線       | 一山方面                                                     |

## 利用状況
近年の一日平均利用人員推移は下記のとおり。なお、2009年は開業日の7月1日から12月31日までの184日間の平均である。
| 路線          | 路線     | 2009年 | 2010年 | 2011年 | 2012年 | 2013年 | 2014年 | 2015年 | 2016年 | 2017年 | 2018年 | 出典  |
| ------------- | -------- | ------ | ------ | ------ | ------ | ------ | ------ | ------ | ------ | ------ | ------ | ----- |
| ●京義・中央線 | 乗車人員 | 2,199  | 2,790  | 3,290  | 3,543  | 4,549  | 5,292  | 6,381  | 6,654  | 6,749  | 6,714  | [ 1 ] |
| ●京義・中央線 | 降車人員 | 1,961  | 2,501  | 3,018  | 3,252  | 4,180  | 4,887  | 5,912  | 6,138  | 6,258  | 6,255  | [ 1 ] |
| ●京義・中央線 | 乗降人員 | 4,160  | 5,291  | 6,308  | 6,795  | 8,729  | 10,179 | 12,293 | 12,792 | 13,007 | 12,969 | [ 1 ] |
| 路線          | 路線     | 2019年 | 出典   |        |        |        |        |        |        |        |        |       |
| ●京義・中央線 | 乗車人員 | 6,941  | [ 1 ]  |        |        |        |        |        |        |        |        |       |
| ●京義・中央線 | 降車人員 | 6,480  | [ 1 ]  |        |        |        |        |        |        |        |        |       |
| ●京義・中央線 | 乗降人員 | 13,421 | [ 1 ]  |        |        |        |        |        |        |        |        |       |

## 駅周辺
周辺には一山新都市の市街地が広がる。
- 一山線馬頭駅[2]
- エニゴル カフェ村
- 白馬中学校
- 白馬初等学校
- 馬頭1洞住民センター
- 馬頭洞聖堂

## バス路線
| 都市型バス | 11番・15番                        |
| マウルバス | 017番・080番・081番・082番・085番 |

## 歴史
- 1965年 - 臨時ホームで営業開始。
- 1966年
  - 4月25日 - 臨時ホーム廃止。[3]
  - 4月26日 - 無配置簡易駅として正式に営業開始。[4]
- 1981年7月1日 - 配置簡易駅に昇格。
- 1993年7月15日 - 普通駅に昇格。
- 2006年12月3日 - 旧駅舎を撤去。
- 2008年5月8日 - 臨時ホームに移設。
- 2009年
  - 6月27日 - 新駅舎に移転。
  - 7月1日 - 京義電鉄線が開業。
- 2023年8月26日 - 西海線の大谷駅 - 一山駅間延長開通により開業。[5]

### 駅名の由来
駅名は近隣の地名である白石洞の「白」と馬頭洞の「馬」から取ったものである。ちなみに北朝鮮にも同名の駅が白馬線（京義線の旧線）上に存在する。

## 隣の駅
韓国鉄道公社
●京義・中央線 
京義急行・龍山急行
一山駅 (K326) - 白馬駅 (K324) - 大谷駅 (K322)
中央急行・緩行
楓山駅 (K325) - 白馬駅 (K324) - 谷山駅 (K323)
●西海線
楓山駅 (K08) - 白馬駅 (K09) - 谷山駅 (K10)